# Pantai Tanjung Lesung
Pantai Tanjung Lesung (englisch Tanjung Lesung Beach, deutsch Strand von Kap Lesung) ist ein Strand an der westlichen Spitze der indonesischen Insel Java.

## Geographie
Pantai Tanjung Lesung befindet sich etwa 160 Kilometer von der Hauptstadt Jakarta entfernt.
Entgegen seinem Namen liegt der Strand am Kap Badur (Tanjung Badur), westlich des Kaps Lesung. Die beiden Kaps bilden die Nordspitze der Halbinsel Tanjungjaya im Nordwesten des Distrikts Panimbang (Regierungsbezirk Pandeglang, Provinz Banten), die markant in die Sundastraße hineinragt. Jenseits der Straße liegt die Insel Sumatra. Der Strand ist etwa 15 Kilometer lang und ein bekannter Tourismusort mit mehreren Hotels.

## Geschichte

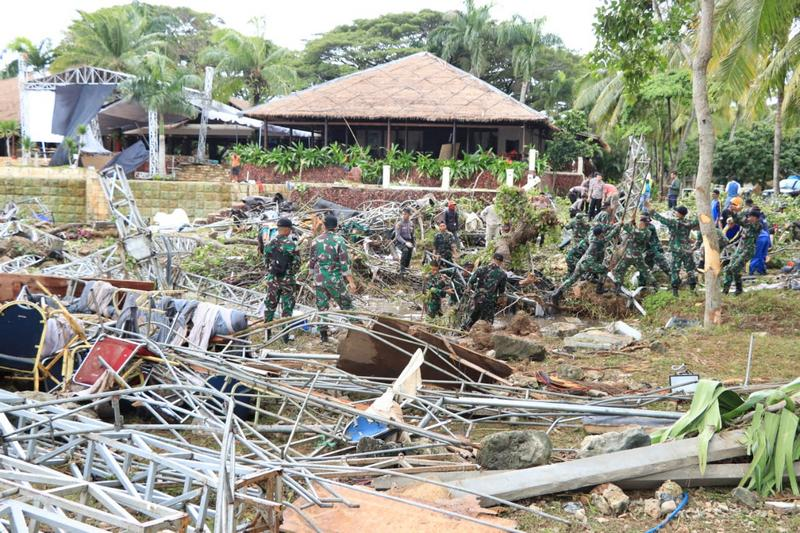
Der Strand, an dem das Konzert stattfand, nach der Tsunami

Von der indonesischen Regierung wurde Tanjung Lesung 2012 als Sonderwirtschaftszone (SEZ) im Tourismussektor eingerichtet.
Am 22. Dezember 2018 wurde Tanjung Lesung durch einen Tsunami getroffen, der durch den Ausbruch des Anak Krakataus und einem Unterwassererdrutsch ausgelöst wurde. Zu diesem Zeitpunkt gab die indonesische Boyband Seventeen am Strand ein Konzert. Ein Handyvideo dokumentierte den Moment, als die Welle von hinten auf die Bühne und dann über die Zuschauer einbrach. Unter den über hundert Toten im Ressort sind auch mehrere Bandmitglieder und Familienangehörige.